# Anne de La Roche-Guilhem
Pour les articles homonymes, voir La Roche.
Anne de La Roche-Guilhem ou La Roche-Guilhen, née à Rouen le 24 juillet 1644 et morte en Angleterre en 1707 ou 1710, est une écrivaine et traductrice française.

## Biographie
Fille de Charles de Guilhem et Marie-Anne d'Azémar, elle est, par sa mère, petite-nièce du poète Saint-Amant. Anne de La Roche-Guilhem acquiert une notoriété dans la république des lettres par plusieurs ouvrages de fiction.
Protestante habitant Paris, elle émigre en Angleterre à la révocation de l'édit de Nantes (1685), peut-être en passant par la Hollande. Son père, mort sans fortune, elle-même n'ayant jamais abjuré, elle cherche en vain des protectrices en dédiant certaines de ses œuvres à des princesses, ou à Charles II : Rare-en-Tout sa comédie-ballet, fut composée pour l'anniversaire de ce roi (1677). Elle traduit des œuvres espagnoles. Enfin établie à Londres elle y meurt entourée d'amis huguenots. La circulation de ses ouvrages, écrits en Angleterre, imprimés en Hollande, distribués clandestinement en France, montre comment fonctionnaient les réseaux protestants de cette époque troublée.

## Œuvres
- Œuvres diverses de Mlle de La R** G*** (La Roche-Guilhem), contenant quelques histoires galantes et plusieurs autres pièces À Amsterdam chez J. F. Bernard, 1711 Lire en ligne sur Gallica
- 1674 : Almanzaïde, Paris, Barbin.
- 1674-75 : Arioviste, histoire romaine, Paris, Barbin.
- 1675 : Astérie ou Tamerlan, Paris, Barbin.
- 1675 : Journal Amoureux d'Espagne (attribution incertaine). Suivant la copie imprimée à Paris. (édition clandestine)
- 1677? : Le Comte d'Essex, Paris, Claude Barbin.
- 1677 : Rare-en-Tout (comédie-ballet, 3 actes, vers), London, Bentley and Magnes. Théâtre royal de Whitehall (Londres), 29 mai 1677 Éd. Perry Gethner
- 1687 : Zamire, La Haye, Troyel.
- 1688 : Le Grand Scanderberg, Amsterdam, Savouret.
- 1690 : Intrigues Amoureuses des Quelques Anciens Grecs, La Haye, Henry van Bulderen.
- 1691 : Zingis, Histoire tartare, La Haye, Henry van Bulderen.
- 1691 : Nouvelles historiques, La Haye, Henry van Bulderen.
- 1693 : Le Duc de Guise (attribution incertaine), La Haye, Henry van Bulderen.
- 1694 : Histoire chronologique d'Espagne, commençant à l'origine des premiers habitants du pays et continuée jusqu'à présent. Tirée de Mariana et des plus célèbres auteurs espagnols. Par Mlle. D*** (attribution incertaine), Rotterdam, Abraham Acher.
- 1694 : Histoire des amours du duc d'Arione (attribution incertaine), La Haye, Abraham Troyel.
- 1694 : Histoire Amoureuse de Dom Jean d'Autriche (attribution incertaine), La Haye, Abraham Troyel, Marchand Libraire, dans la grand Salle de la Cour.
- 1695 : Amours de Néron, La Haye, Abraham Troyel.
- 1697 : Histoire des favorites contenant ce qui s'est passé de plus remarquable sous plusieurs règnes, Amsterdam, Paul Marret. Marret—Éd. Els Höhner, *Histoire des favorites, Saint-Étienne, PUSE «la cité des dames», 2005.
- 1700 : L'amitié singulière, Amsterdam, Abraham Troyel.
- 1702 : Jacqueline de Bavière, Comtesse de Hainaut. Nouvelle Historique, Amsterdam, Paul Marret, 1707. Télécharger
- Dernières œuvres de Mademoiselle La Roche Guilhen, contenant plusieurs Histoires galantes, Amsterdam, Paul Marret, 1708.

### Traductions
- L'Histoire des guerres civiles de Grenade, de Ginés Pérez de Hita; C. Barbin, 1683.
  - Données BNF
- Histoire chronologique d'Espagne, commençant à l'origine des premiers habitants du Pays, et continuée jusqu'à présent, tirée de Mariana, et des plus celebres Auteurs Espagnols, Rotterdam, Abraham Acher, 1796[3].
- Sigismond, Prince de Pologne, dans Œuvres diverses de Mademoiselle de la R*** G***, contenant quelques histoires galantes et plusieurs autres pièces, Amsterdam, Jean Frédéric Bernard, 1711[3].

## Éditions modernes
- Anne de La Roche-Guilhen (éd. Els Höhner), Histoire des favorites, Saint-Étienne, Publications de l'Université de Saint-Étienne, 5 janvier 2006, 416 p. (ISBN 978-2-86272-397-6)
- Rare-en-tout, éd. Juliette Cherbuliez, dans Théâtre de femmes. Vol. 2: XVIIe siècle, dir. A. Evain, P. Gethner & H. Goldwyn, vol.2, Saint-Étienne, Publications de l’Université de Saint-Étienne, 2008.